# 더 이퀄라이저 2
《더 이퀄라이저 2》(The Equalizer 2)는 미국에서 제작된 안톤 후쿠아 감독의 2018년 액션 스릴러, 범죄 영화이다. 덴젤 워싱턴 등이 주연으로 출연하였고 토드 블랙 등이 제작에 참여하였다.
더 이퀄라이저 2는 미국에서 2018년 7월 20일 개봉되었고, 소니 픽처스 릴리싱이 배급하였다.

## 출연

### 주연
- 덴젤 워싱턴
- 페드로 파스칼
- 빌 풀만
- 멜리사 레오

### 조연
- 조나단 스카프
- 에쉬튼 샌더스
- 믹키 길모어

## 기타
- 총괄프로듀서: 몰리 앨런
- 총괄프로듀서: 리처드 웬크
- 협력프로듀서: 도널드 스파크스
- 미술: 나오미 쇼핸
- 배역: 린지 그레이엄
- 배역: 마리 베뉴